# Synsphyronus melanochelatus
Synsphyronus melanochelatus är en spindeldjursart som först beskrevs av Chamberlin 1930.  Synsphyronus melanochelatus ingår i släktet Synsphyronus och familjen gammelekklokrypare. Inga underarter finns listade i Catalogue of Life.